# Ṣaṭkoṇa

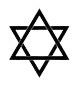
Yantra shatkona

La ṣaṭkoṇa (in devanagari षट्कोण, con grafia inglese shatkona) è un simbolo induista che rappresenta l'unione tra l'elemento maschile e femminile. Più nello specifico rappresenta Purusha (il supremo essere) e Prakriti (madre natura). Spesso è rappresentata come Shiva / Shakti.
La ṣaṭkoṇa è un esagramma ed è associato al figlio di Siva-Sakthi, il dio Sūrya.
Stilisticamente, è identico al simbolo ebraico della Stella di Davide e al Giapponese Kagome crest.